# Maas-Rhen-IJssel-boskap
Maas-Rhen-IJssel-boskap (Rödbrokig låglandsboskap) är en typ av låglandsboskap, vars främsta avelsområde legat längs floderna Maas, Rhen och Ĳssel. Färgen är röd eller rödbrokig.
Maas-Rhen-IJssel-boskap har använts som inblandning i en mängd andra rödbrokiga boskapsraser.